# Reinhard Stangl

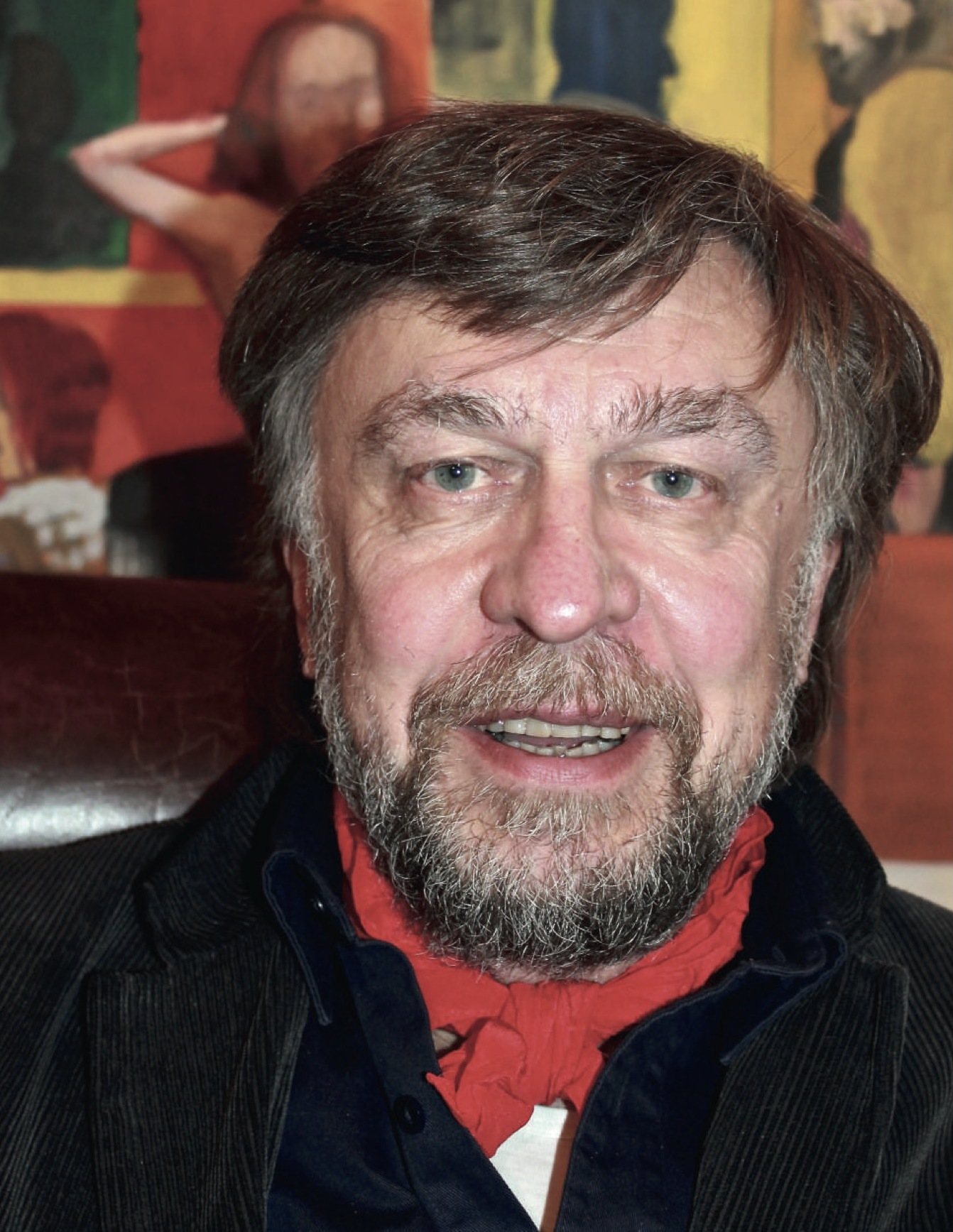
Reinhard Stangl (2014)

Reinhard Stangl (* 1950 in Leipzig) ist ein deutscher Maler. Über Kunstkreise hinaus wurde er durch den Weimarer Bilderstreit und seine Beteiligung an einem nicht umgesetzten Entwurf für das Denkmal für die ermordeten Juden Europas in Berlin bekannt.

## Leben
Stangl studierte von 1972 bis 1977 Malerei an der Hochschule für Bildende Künste Dresden und zog anschließend nach Berlin-Lichtenberg. 1980 verließ er die DDR um nach Berlin-Kreuzberg umzusiedeln. Neben seiner künstlerischen Tätigkeit war Stangl vielfach auch lehrend und organisierend tätig, u. a. gehört er zu den Mitbegründern der 1. Berliner Sommerakademie, ab 1990 hielt er eine Gastprofessur an der Hochschule der Bildenden Künste Berlin und 1983 eine Gastprofessur an der Hochschule für Gestaltung in Hamburg. Er war Vorsitzender des Kunstfördervereins Kunsthalle Luckenwalde und von 2006 bis 2008 Vorsitzender des Vereins Kulturpark Berlin.
Er lebt in Berlin und Brasilien.

### „Weimarer Bilderstreit“ von 1999
Der Weimarer Bilderstreit war ein Zwist, der 1999 zwischen Künstlern und Ausstellungsmachern der Ausstellung Aufstieg und Fall der Moderne entbrannte. Die Inszenierung der Künstler mit DDR-Vergangenheit wurde von manchen als respektlos und als gleichgestellt zu Künstlern aus der Nazizeit empfunden. Stangl entfernte seine Bilder aus der Ausstellung.

### Denkmal für die ermordeten Juden Europas
Bei dem Wettbewerb für das Denkmal für die ermordeten Juden Europas in Berlin gewann der Entwurf von Christine Jackob-Marks, Hella Rolfes, Reinhard Stangl und Hans Scheib den ersten Preis. Eine Jury unter Vorsitz von Walter Jens kürte deren Konzept einer ansteigenden Betonplatte, auf der 18 Gesteinsbrocken verteilt werden sollten. Auf dieser begehbaren Grabplatte sollten die Namen von 4,2 Millionen jüdischen Holocaustopfern verzeichnet werden. Der damalige Bundeskanzler Helmut Kohl lehnte diesen Entwurf jedoch ab. In einem neuen Wettbewerb 1997 wurde dann der Entwurf von Peter Eisenman ausgewählt und umgesetzt.

## Einzelausstellungen(Auswahl)
- 1987: Café Mora, Bildbeschreibung, Berlin
- 1995: Deutsche Oper am Rhein, Düsseldorf; Samuels Baumgarten Galerie, Bielefeld
- 1998: Stiftung Stadtmuseum Berlin, Berlin
- 2000: Kunstverein Regierungspräsidium, Dresden
- 2002: TSM-Galerie, Deutsch-Georgische Gesellschaft, Tiblisi, Georgien; Château d`Attalens (Schweiz); Samuels Baumgarten Galerie, Biefeld
- 2007: San Lorenzo arte, Poppi; Kunsthalle, Luckenwalde
- 2010: Kunstmuseum Kloster unser lieben Frauen Magdeburg, Magdeburg; Galerie Gegenwart, Karlsruhe-Durlach
- 2018: MAERZ contemporary, Norwegen
- 2019: Sandau & Leo Galerie, Berlin
- 2020: Kulturforum Schwimmhalle Schloss Plön, Plön; Ines Schulz Contemporary Art, Dresden; Galerie Wild, Zürich
- 2022: Galerie Schmalfuss, Berlin
- 2024: alles in allem, Kunsthaus Taunusstein, Taunusstein

## Ausstellungsbeteiligungen (Auswahl)
- 1979: Leonardi-Museum Dresden (mit Volker Henze und Hans Scheib)
- 1986: Malstrom, mit Ralf Kerbach, Helge Leiberg, Hans Scheib und Cornelia Schleime, Haus am Waldsee, Berlin; Kunstverein Mannheim; Galerie Achenbach, Amsterdam
- 1990: Albertinum, Dresden
- 1991: Deichtorhallen, Hamburg; Goethe-Institut Neapel
- 1993: Workshop und Ausstellung in Maceió; Weiße Fahne, gebranntes Kind, Watzmann, mit Peter Herrmann und Hans Scheib, Kloster unser lieben Frauen Magdeburg Magdeburg; Kunstamt Wedding, Berlin
- 1996: Haus am Waldsee 50 Jahre Haus am Waldsee, Berlin;  Carré Sante Anne, Montpellier, Trois Artistes Berlinios, mit Peter Herrmann und Hans Scheib; Frankreich
- 1998: Kunsthalle Bonn, 100 Jahre Kunst im Aufbruch
- 2000: New York Independent Art Fair, New York
- 2005: Martin-Gropius-Bau, Focus Istanbul, Berlin; Salon de Arte Hebraica, São Paulo, Brasilien
- 2006: Nationalgalerie Tiblissi,  Pirosmanis Tisch, Georgien
- 2007: KIAF Leo.Coppi Galerie. Seoul
- 2008: International Art Biennale, Peking; Kunstverein Regensburg, Regensburg; Art Karlsruhe;
- 2010: Breakthrough Projekt, 10 Berliner Künstler, Nashville, John-Seigenthaler-Center; Aspen-Institut; Washington D.C.; Edison-Place-Gallery, San Antonio, Chicago – USA; Kunsthalle Brennabor, Brandenburg
- 2012: Galerie Arte Istanbul, Istanbul
- 2015: Museo de Arte Contemporáneo de Santiago – Chile
- 2016: Martin-Gropius-Bau, Gegenstimmen. Kunst in der DDR 1976 - 1989, Berlin
- 2013: Sinkflug, Rio de Janeiro
- 2017: Frankfurt Rathaushalle, Frankfurt-Oder
- 2019: Museum der bildenden Künste – MdbK, Point of No Return,  Leipzig;  The Bahia Museum of Art, Salvador;
- 2019: Centro Cultural Metropolitano Quito, La Red de la vida
- 2024: Die schöne 27.April, di Galerie, Berlin

## Werke in öffentlichen Sammlungen
- Sammlung des Deutschen Bundestages
- Sammlung Land Baden-Württemberg
- Stadt Hannover
- Stadt Weinheim
- Dresdner Bank
- Weberbank
- Sammlung der Berliner Volksbank
- Sammlung Haberent, Berlin
- Berlinische Galerie
- Stiftung Stadt-Museum[2]
- Kunstsammlung Jutta und Manfred Heinrich, Maulbronn[3]